# Просилио (Кожани)
Просилио (грч. Προσήλιο) је насељено место у општини Сервија у периферији Западна Македонија, Грчка. Према попису из 2021. године било је 100 становника.
Просилио је 1913. године имао 93 житеља Грка. Село се раније звало Калтадес.